# 세키하라 료가
세키하라 료가(일본어: 関原 凌河, 1991년 6월 20일 ~ )는 일본의 전 축구 선수이다.

## 구단 경력
과거 카탈레 도야마, 카마타마레 사누키에서 활동하였다.